# 富尤瓦
富尤瓦（法語：Fouilloy，法語發音：[fujwa]）是法国上法蘭西大區索姆省的一个市镇，属于亚眠区。

## 地理
富尤瓦（49°53'58"N, 2°30'13"E）面积5.73 平方千米，位于法国上法蘭西大區索姆省，该省份为法国北部沿海省份，北起加来海峡省和北部省，西接滨海塞纳省和大西洋英吉利海峡，南至瓦兹省，东临埃纳省。
与富尤瓦接壤的市镇（或旧市镇、城区）包括：科尔比、欧比尼、阿默莱、维莱布勒托讷。

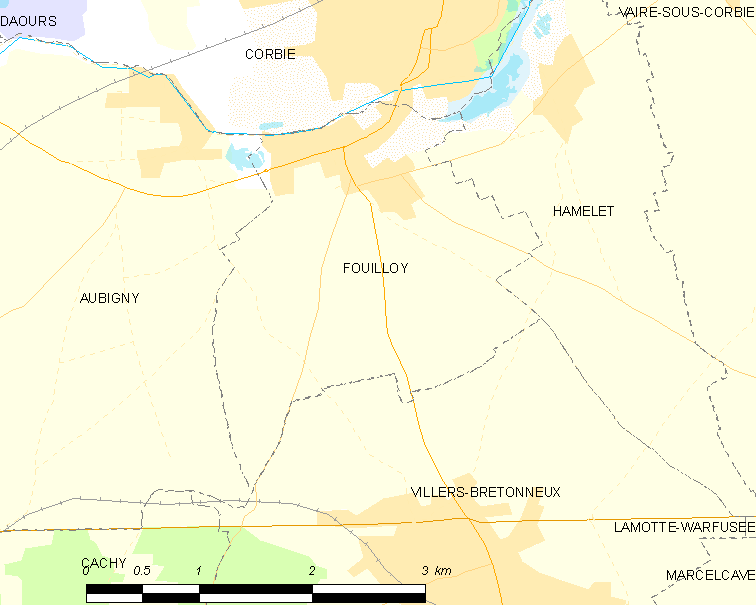
富尤瓦的OSM定位图

富尤瓦的时区为UTC+01:00、UTC+02:00（夏令时）。

## 行政
富尤瓦的邮政编码为80800，INSEE市镇编码为80338。

## 政治
富尤瓦所属的省级选区为科尔比县。

## 人口

1962-2008年间富尤瓦人口变化图示

富尤瓦于2022年1月1日时的人口数量为1762人。